# Genetischer Operator
Als genetischer Operator werden Operatoren bezeichnet, mit denen evolutionäre Algorithmen (EA) arbeiten. Mit EA werden Lösungen für Optimierungsprobleme mit Prinzipien der natürlichen Evolution gesucht. Die Mechanismen, mit denen dabei einzelne Lösungskandidaten verändert werden, heißen genetische Operatoren. In der Literatur werden Selektionsmechanismen oft auch zu diesen gezählt, obwohl sie im eigentlichen Sinn kein genetisches Material verändern, sondern Individuen aus einer Population auswählen. Genetische Operatoren dienen dazu, genetische Vielfalt zu erzeugen und zu erhalten (Mutation und Transformation), bestehende Lösungen (auch als Chromosomen bezeichnet) zu neuen Lösungen zu kombinieren (Rekombination) und Lösungen auszuwählen (Selektion).
Im weiten Sinne können deshalb unter genetischen Operatoren zusammengefasst werden:
- Rekombination, die zufällige Kombination mehrerer Lösungen zu einer neuen und
- Mutation, die zufällige und ungerichtete Veränderung eines Lösungskandidaten,
- Transformation, die zufällige Veränderung eines Lösungskandidaten durch Chromosomenfragmente
- Selektion, die Auswahl von Lösungen aus der Population, entweder zur Rekombination oder zur Bestimmung der neuen Generation. Die Selektion basiert in der Regel auf der Fitness der Individuen.

Wie auch das allgemeine Funktionsprinzip der EA haben alle genetischen Operatoren biologische Vorbilder: Mutation, Transformation, Rekombination und Selektion.